# Hiroshi Inagaki
Hiroshi Inagaki (稲垣 浩?, Inagaki Hiroshi; Tokyo, 30 dicembre 1905 – Tokyo, 21 maggio 1980) è stato un regista cinematografico giapponese, famoso in occidente per film come Miyamoto Musashi che si aggiudicò il premio Oscar come miglior film straniero e L'uomo del riksciò che gli valse il leone d'oro.

## Filmografia parziale

### Regista
- Tenka taiheiki (1928)
- Ginbyô Samon (1928)
- Hôrô zanmai (1928)
- Genji kozo (1928)
- Zoku Banka jigoku: Dai nihen (1929)
- Zoku Banka jigoku: Kanketsu hen (1929)
- Oshidori tabinikki (1929)
- Ehon mushashugyo (1929)
- Kaigyaku sanrôshi (1930)
- Uzushio (1930)
- Isshintasuke (1930)
- Noroshi wa Shanghai ni agaru (1944)
- Sengoku burai (戦国無頼) (1952)
- Miyamoto Musashi (宮本 武 蔵) (1954)
- Zoku Miyamoto Musashi: ichijōji no kettō (1955)
- Tabiji (1955)
- Arashi (1956)
- Yagyu Bugeicho (1957)
- L'uomo del riksciò (Muhomatsu No Issho) (1957)
- Yagyu Bugeicho - Ninjitsu (1958)
- Nippon Tanjō (1959)
- Aru kengo no shogai (1959)
- Ôsaka-jô monogatari (1961)
- Chushingura: Hana no Maki, Yuki no Maki (1962)
- Fūrin Kazan (1969)